# 機械化歩兵

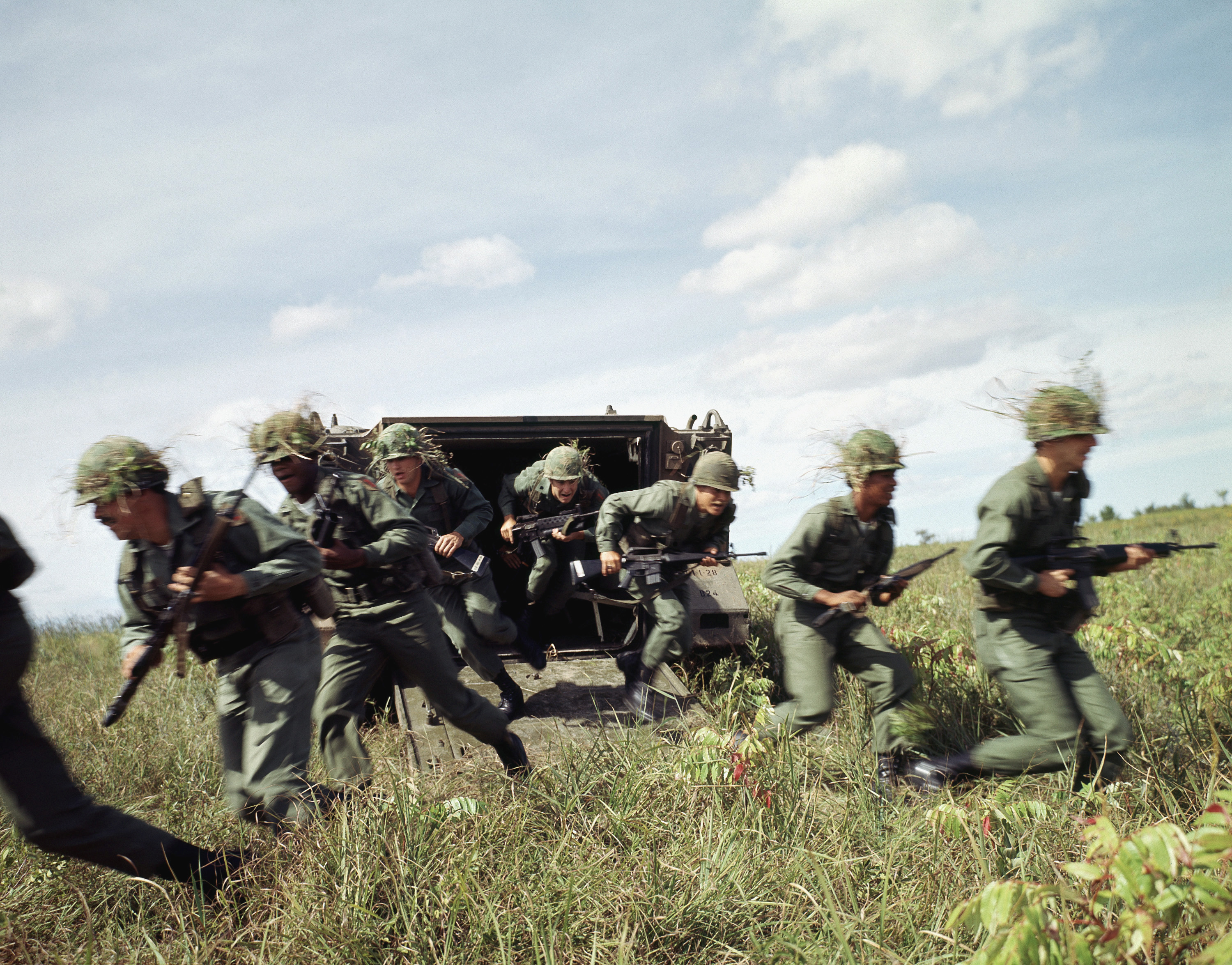
M113装甲兵員輸送車から展開するアメリカ陸軍の機械化歩兵（1985年）

機械化歩兵（きかいかほへい、独: Panzergrenadier、装甲擲弾兵の意、英: Mechanized infantry）は、軍における兵科の一つ。
歩兵戦闘車などに搭乗することにより、戦車部隊に追随できる機動力、戦闘力を有する歩兵である。単に戦場間を車両で移動するだけでなく、流動的な機動戦に参加することを前提としている点が自動車化歩兵との違いである。

## 概要
戦争の形態が戦車を中心とした機動戦（電撃戦）が行われるようになった第二次世界大戦時にドイツ陸軍で初めて編成された。戦車は作戦行動にあたって歩兵の支援を必要とするが、戦車の性能向上により、徒歩では戦車に追随出来なくなった。そのため、車両や装甲車に搭乗する機械化歩兵が編成された。ただし、歩兵の機械化には時間がかかり、第二次世界大戦中にはアメリカ合衆国が実現したが、他国では戦車先進国のドイツやソ連でさえも歩兵の機械化は常に不十分であった。
最初の頃の機動性を持った歩兵は、トラックに搭乗する場合が多く、自転車を用いた大日本帝国陸軍の銀輪部隊などもあったが、それらは不整地での行動に問題があったため、次第に装軌車両が重視されるようになった。
冷戦期には、BTRに代表される装甲兵員輸送車に搭乗するケースが多く、冷戦後期や冷戦終結後には、車両そのものの戦闘能力・機動力をさらに高めた重武装の歩兵戦闘車も配備されるようになった。

## 名称
国や時代、機械化の程度により名称が異なる場合があり、自動車化歩兵とも呼ばれる。装甲兵員輸送車を装備している場合は機械化歩兵、トラックを装備している場合は自動車化歩兵、と区別して呼ばれることも多い。モータリゼーションが進んだ現代では、民兵やゲリラすらテクニカルなどの車両を有するようになっており、機械化歩兵という場合には、特筆しない限り装甲車両を装備した歩兵を指すことが多い。
一部の軍隊については慣例的に別の名称・日本語訳があてられることがある。代表的なものとして、ドイツ国防軍の装甲擲弾兵 (Panzergrenadier) （プロイセン軍において精鋭とされた擲弾兵にあやかって付けられただけで実際の擲弾兵とは異なる）、大日本帝国陸軍の機動歩兵、ソ連軍（ロシア軍）の自動車化狙撃兵（この場合の「狙撃兵」は軽歩兵に相当する）などがある。

## 関連文献
- 小山勝清「機械化された現代の歩兵」『科学戦争』実業之日本社、1933年、204-206頁。CRID 1130282272389849472。doi:10.11501/1464394。 NCID BA45778968。OCLC 674313401。国立国会図書館書誌ID:000000744749。2025年5月6日閲覧。
- 西原一「戦車を手助けする機械化部隊」『戦車塔 : 絵話』文祥堂、1943年、110-118頁。CRID 1130000796322868480。doi:10.11501/1719906。 NCID BA7186172X。OCLC 674405925。国立国会図書館書誌ID:000001695642。2025年5月6日閲覧。
- 野神明人『図解軍用車両』新紀元社〈F FILES ; No.049〉、2015年、202頁。CRID 1130282272406695424。ISBN 978-4-7753-1324-4。 NCID BB29167381。OCLC 914607273。国立国会図書館書誌ID:026376459。2025年5月6日閲覧。
- 博学こだわり倶楽部『歩兵 : 驚きの装備と凄い戦闘力』河出書房新社〈KAWADE夢文庫 ; K1020〉、2015年、PA13-IA4頁。CRID 1130000793775664128。ISBN 978-4-309-49920-8。 NCID BB17635824。OCLC 913773265。国立国会図書館書誌ID:026366838。2025年5月6日閲覧。
- 吉本隆昭「電撃戦理論の成立 : 軍事理論と政軍関係からの考察」『国際関係学部研究年報』第39巻、日本大学国際関係学部、2018年、27-38頁、CRID 1520009407541705728、doi:10.18910/95497、ISSN 03884279、NAID 40021532078、NCID AN00088778、OCLC 7588708086、国立国会図書館書誌ID:028961538、2025年5月6日閲覧。
- 白石光『図解でわかる!戦車のすべて : 歴史、構造から戦い方まで!"鋼鉄の猛獣"を詳解』ワン・パブリッシング、2020年、148頁。CRID 1130581988483644288。ISBN 978-4-651-20066-8。 NCID BC08838704。OCLC 1245559343。国立国会図書館書誌ID:030798642。2025年5月6日閲覧。
- 福永耕人「西ドイツにおける軍隊像をめぐる論争 : バウディッシンとシュネツを中心に」『パブリック・ヒストリー』第21巻、大阪大学西洋史学会、2024年、74-92頁、CRID 1390300147449554688、doi:10.18910/95497、hdl:11094/95497、ISSN 1348-852X、NCID AA11944376、OCLC 1481677923、国立国会図書館書誌ID:033409650、2025年5月6日閲覧。
- 田村尚也、ヒライユキオ『イラストでまなぶ!用兵思想入門』 編制編、ホビージャパン、2024年、15頁。ISBN 978-4-7986-3489-0。OCLC 1433117295。国立国会図書館書誌ID:033381781。2025年5月6日閲覧。
- 防衛省「第5節 ロシア」『防衛白書 : 日本の防衛』令和6年版、防衛省、2024年、131-144頁、CRID 1520584508757576704、OCLC 1455915705、NDLJP:14063344、2025年5月6日閲覧。